# HTL Wien 3 Rennweg
Die Höhere Technische Bundeslehranstalt 1030 Wien, Rennweg 89b, alternativ: Höhere Technische Bundeslehranstalt Wien 3 Rennweg, Kurzform: HTL Rennweg (bis 2000: Höhere Technische Bundeslehranstalt Wien IV, kurz HTBL Wien IV) ist eine Höhere Technische Bundeslehranstalt am Rennweg 89B im dritten Wiener Gemeindebezirk Landstraße. Der Turnsaal der Schule, die ehemalige Reithalle der Rennwegkaserne, steht unter Denkmalschutz.
Die Schule hat mit Stand September 2020 rund 1044 Schülerinnen und Schüler, bei einem Frauenanteil von ungefähr 10 %. Die Anzahl an Lehrpersonen beträgt Stand September 2020 rund 128.

## Ausbildungsangebot

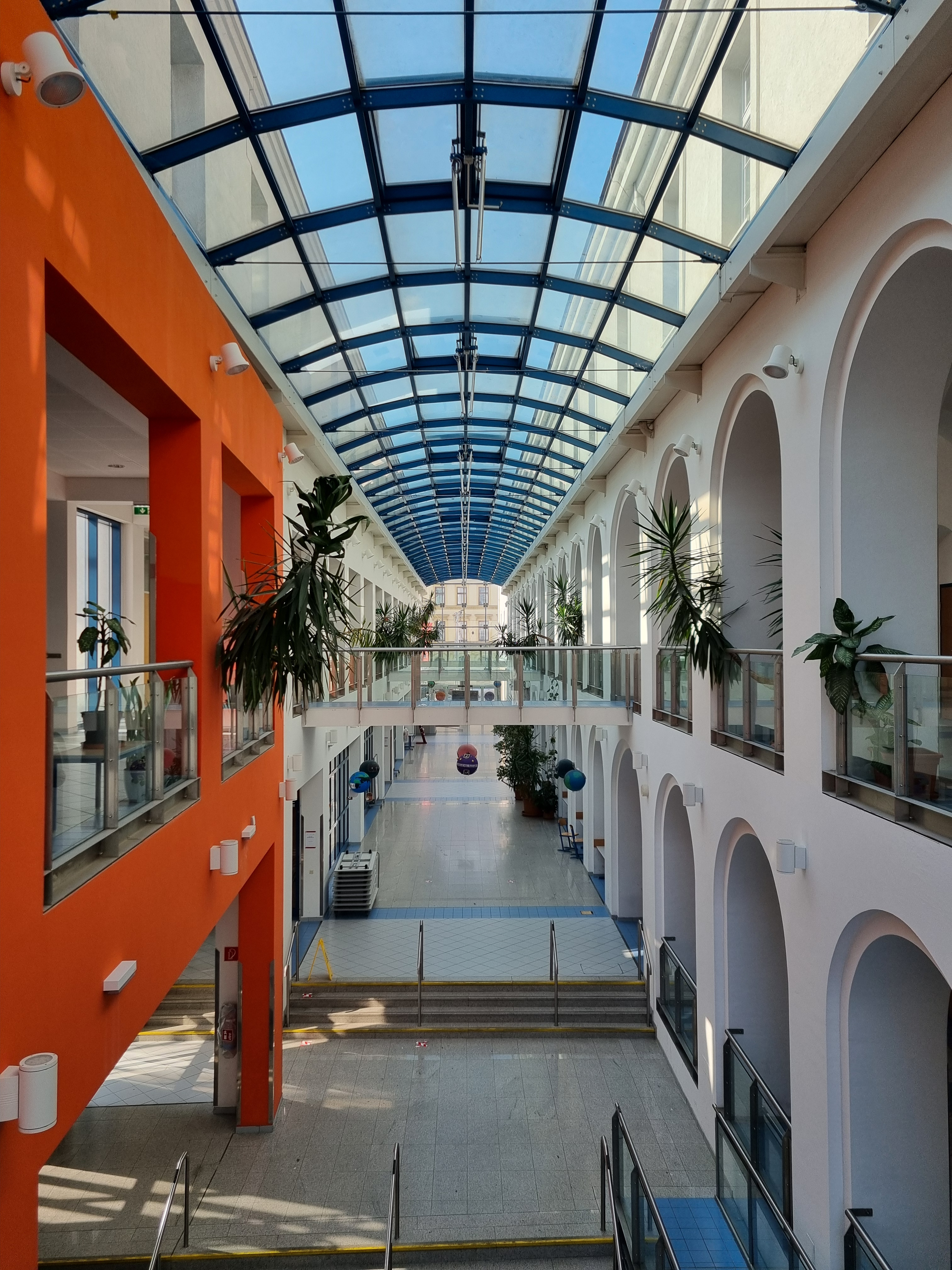
Die Aula der Schule, mit Blick in Richtung Haupteingang

An der HTL Rennweg sind die Höhere Abteilung für Informationstechnologie mit den Ausbildungschwerpunkten „Netzwerktechnik“ und „Medientechnik“ sowie eine Höhere Abteilung für Mechatronik eingerichtet. Die fünfjährigen Ausbildungszweige werden mit der Reife- und Diplomprüfung (Matura) abgeschlossen. Weiters gibt es eine dreieinhalbjährige Fachschule für Informationstechnik mit Betriebspraxis.

## Geschichte
Die ursprüngliche Schule wurde 1925 im Wiener Arsenal als Elektro- und Maschinenfachschule Arsenal der Gesellschaft für Arbeitstechnik gegründet. Ab 1935 war die Vereins-Lehranstalt für Maschinenbau und Elektrotechnik in der Argentinierstraße 11 im vierten Wiener Gemeindebezirk Wieden untergebracht. Vermutlich im Jahr 1939 erfolgte die Umwandlung der als Privatschule gegründeten Anstalt in eine staatliche Schule und wurde später zur Höheren Technischen Bundeslehranstalt Wien IV (HTBLA Wien IV). Eingerichtet waren eine Abteilung für Maschinenbau mit der HTL Maschinenbau und einer vierjährigen Fachschule für Maschinenbau sowie eine Abteilung für Elektrotechnik.
Nach einer umfassenden Renovierung und eines Umbaues der Rennwegkaserne auf dem Wiener Rennweg konnte die frühere HTBL Wien IV dorthin übersiedeln. Damit war auch der Namenswechsel zur Höheren Technischen Bundeslehranstalt Wien 3 (HTL Rennweg) verbunden.

## Leitung
- 1992–2015 Martin Weissenböck[7]
- 2016 Silvia Hlatky (Jänner–Februar; provisorisch)[8]
- seit 2016 Gerhard Jüngling[9]

## Erwähnenswerte Preise bei Wettbewerben (Projekte und Einzelpreise)

### 2023/24
| Wettbewerb                                  | Kategorie                            | Projekt    | Abteilung               | Preis               |
| ------------------------------------------- | ------------------------------------ | ---------- | ----------------------- | ------------------- |
| FH Kärnten Maturawettbewerb                 | Engineering                          | ScrewRover | Mechatronik             | 1. Platz            |
| KNAPP Coding Contest                        | HTLs & Schulen                       |            | Informationstechnologie | 2. und 3. Platz     |
| AustrianSkills                              | Web Development                      |            | Informationstechnologie | 1., 2. und 3. Platz |
| AustrianSkills                              | IT Netzwerk- und Systemadministrator |            | Informationstechnologie | 1., 2. und 3. Platz |
| Bundeswettbewerb für Künstliche Intelligenz | Projektwertung                       | Sherlock   | Informationstechnologie | 2. Platz            |

### 2022/23
| Wettbewerb                         | Kategorie          | Projekt          | Abteilung               | Preis           |
| ---------------------------------- | ------------------ | ---------------- | ----------------------- | --------------- |
| TÜV Austria Wissenschaftspreis     | HTL-Diplomarbeiten | Lock'n'Ride      | Mechatronik             | Top 3           |
| wienING Nachwuchswettbewerb        |                    | ModuStat         | Mechatronik             | 2. Platz        |
| Bosch Innovationspreis             | Connected Living   | ModuStat         | Mechatronik             | 1. Platz        |
| Bosch Innovationspreis             | Connected Living   | LocalEyes        | Mechatronik             | Top 5           |
| Bosch Innovationspreis             | Connected Living   | Fallin           | Mechatronik             | Top 5           |
| Bosch Innovationspreis             | Mobility Solutions | Lock'n'Ride      | Mechatronik             | 1. Platz        |
| Jugend Innovativ                   | Engineering I      | Lock'n'Ride      | Mechatronik             | 2. Platz        |
| Jugend Innovativ                   | Engineering I      | ModuStat         | Mechatronik             | Top 5           |
| AUTstanding                        |                    | ModuStat         | Mechatronik             | 1. Platz        |
| AUTstanding                        |                    | LocalEyes        | Mechatronik             | 2. Platz        |
| FH Kärnten Maturaprojektwettbewerb | Engineering        | ModuStat         | Mechatronik             | 1. Platz        |
| spusu Innovation Award             |                    | ExamX            | Informationstechnologie | 1. Platz        |
| spusu Innovation Award             |                    | Elbrus-Analytics | Informationstechnologie | 2. Platz        |
| KNAPP Coding Contest               | HTLs & Schulen     |                  | Informationstechnologie | 1. und 2. Platz |

## Erwähnenswerte Preise bei Wettbewerben (Schule)
| Jahr | Preis                     |
| ---- | ------------------------- |
| 2023 | Innovativste Schule Wiens |
| 2023 | KI-Schule des Jahres      |
| 2022 | Innovativste Schule Wiens |
| 2022 | KI-Schule des Jahres      |
| 2021 | Innovativste Schule Wiens |
| 2021 | KI-Schule des Jahres      |
| 2020 | Innovativste Schule Wiens |
| 2019 | Innovativste Schule Wiens |
| 2018 | Innovativste Schule Wiens |
| 2015 | Innovativste Schule Wiens |
| 2014 | Innovativste Schule Wiens |
| 2013 | Innovativste Schule Wiens |
| 2011 | Innovativste Schule Wiens |